# Кова, Яна
Я́на Ко́ва (англ. Jana Cova, наст. фам. — О́уеска (чеш. Oujeská); род. 13 апреля 1980, Вишков, Чешская республика) — чешская порноактриса и фотомодель, одна из известных эротических моделей.

## Биография и карьера
Яна Кова родилась и выросла в сельской местности в Чехии. Начала свою карьеру в качестве бикини-модели, позже начала сниматься в обнажённом виде и в «легком» порно. Яна Кова заявила, что столь медленный переход от эротического фото к порно был обусловлен её неуверенностью в себе: «Я не была готова к съёмкам в фильмах около года. Я чувствовала себя глупо перед камерой».
Кова снялась в нескольких порнографических фильмах (исключительно в лесбийских сценах) и появлялась в таких известных мужских журналах как Hustler, Penthouse, High Society, Perfect 10, Leg Show, Mayfair, Frenzy, Club International. Была названа «Киской месяца» журналом Пентхаус (Penthouse Pet) в апреле 2003 года.
В апреле 2005 года Кова подписала эксклюзивный контракт с компанией Digital Playground. Её первым фильмом по контракту был Porcelain, где она участвовала в двух лесбийских и в двух сольных сценах.
По поводу своей половой ориентации Яна Кова сказала просто: «…в своей личной жизни я предпочитаю мужчин».

## Премии и номинации
| Год  | Премия    | Категория                             | Фильм или сериал                             | Результат |
| ---- | --------- | ------------------------------------- | -------------------------------------------- | --------- |
| 2007 | AVN Award | Лучшая сцена лесбийского секса        | Island Fever 4                               | Победа    |
| 2009 | AVN Award | Лучшая сцена лесбийского секса втроём | Jack’s Big Ass Show 7 Jana Cova: Video Nasty | Номинация |
| 2009 | AVN Award | Лучшая сцена мастурбации              | Jana Cova Erotique                           | Номинация |
| 2010 | AVN Award | Лучшая сцена лесбийского секса втроём | Jana Cova’s Juice                            | Номинация |